# 1919 في أستراليا
فيما يلي قوائم الأحداث التي وقعت خلال عام 1919 في أستراليا.

## سياسة

### انتهاء فترة المنصب
- 14 أغسطس – ألبرت بالمر عضو مجلس النواب الأسترالي.
- 13 ديسمبر – بروس سميث عضو مجلس النواب الأسترالي.

## مواليد

### نوفمبر
- 28 نوفمبر – كيث ميلر

### ديسمبر
- 23 ديسمبر – ديفيد كريغ كيميائي أسترالي.

## وفيات

### أغسطس
- 14 أغسطس – ألبرت بالمر (مواليد 1859) سياسي أسترالي.